# Декарбонізація

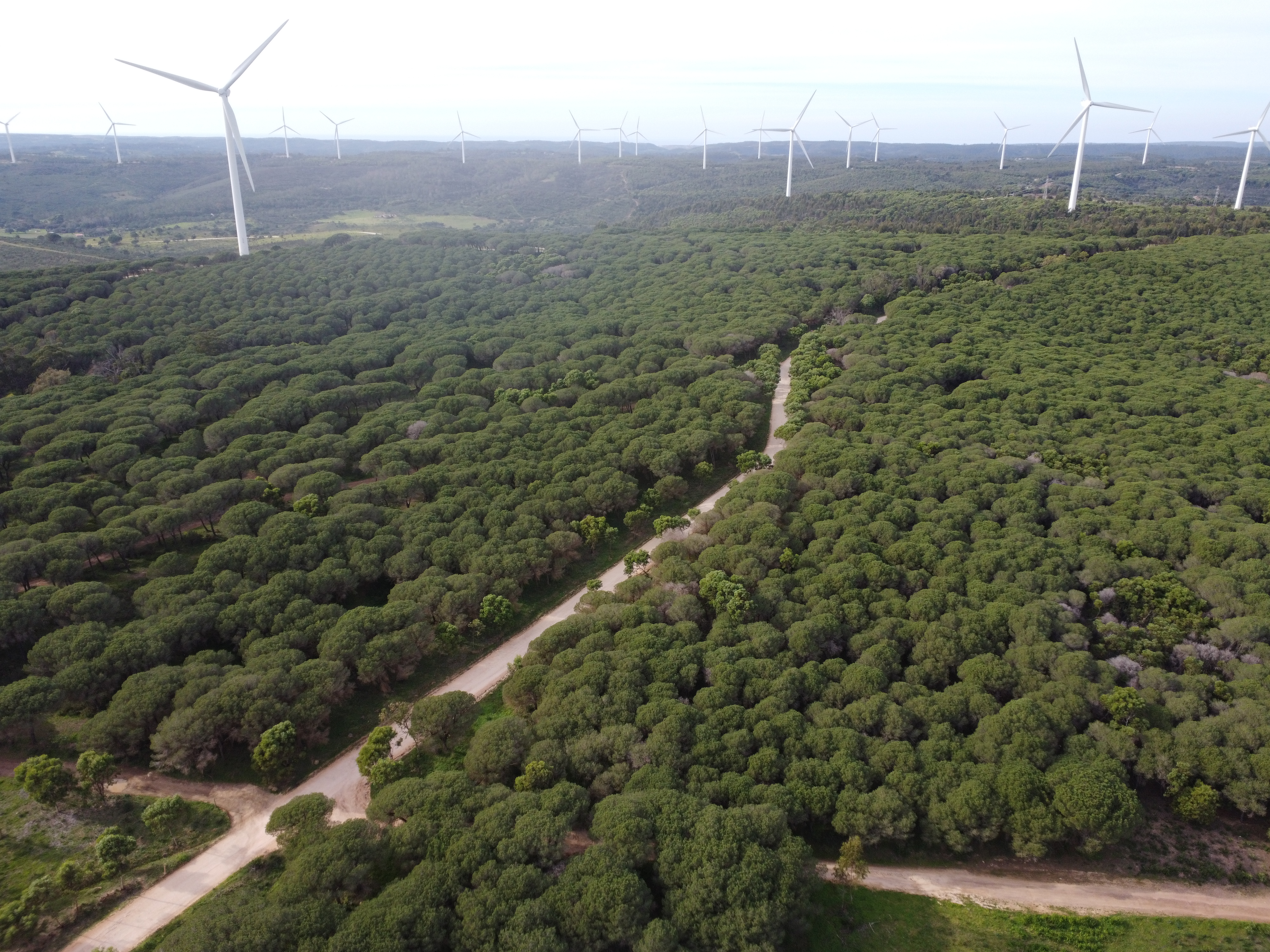
Вітряні турбуни поміж зелених насаджень

Декарбонізація — це процес зменшення викидів парникових газів і перехід до більш екологічно чистих джерел енергії та сталих практик, задля зменшення впливу антропогенної діяльності на зміну клімату.
Основні цілі та засоби декарбонізації включають:
- зменшення викидів парникових газів[2];
- розвиток відновлювальних джерел енергії;
- підвищення енергоефективності та покращення зберігання енергії;
- збільшення використання екологічно чистого транспорту;
- зменшення залежності від викопного палива;
- розвиток циркулярної економіки і переробки відходів;
- підвищення стійкості сільськогосподарських і харчових систем;
- впровадження технологій уловлення вуглецю, та покращення природнього поглинання вуглецю[en] в екосистемах;
- стійка архітектура та низько-вуглецеве будівництво;
- посилення екологічної свідомості та екологічної освіти;
- міжнародне співробітництво.

## Огляд

Поточний стан планетарних меж (2023)

Зміна клімату перевищила безпечну планетарну межу, і викиди парникових газів відіграють в цьому вирішальну роль.

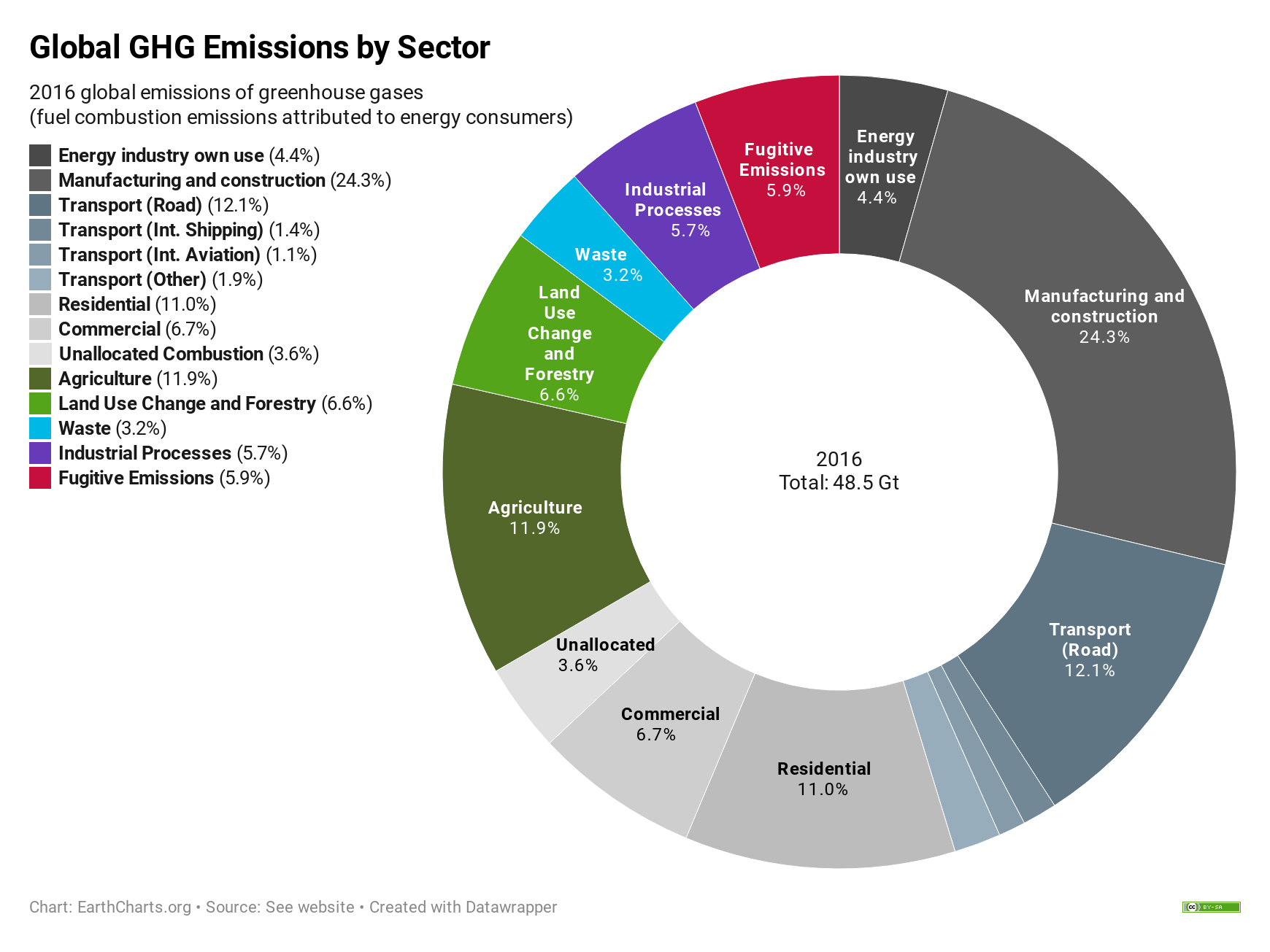
Глобальна емісія парникових газів за секторами (2016)

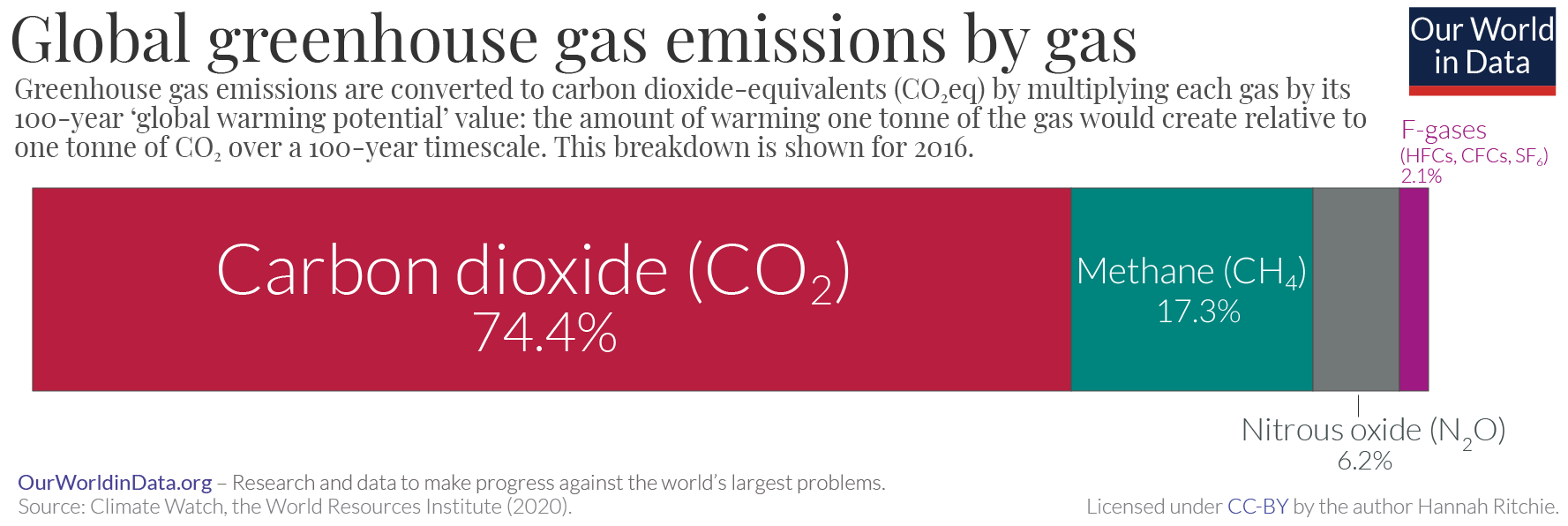
Глобальна емісія парникових газів за газами (2016)

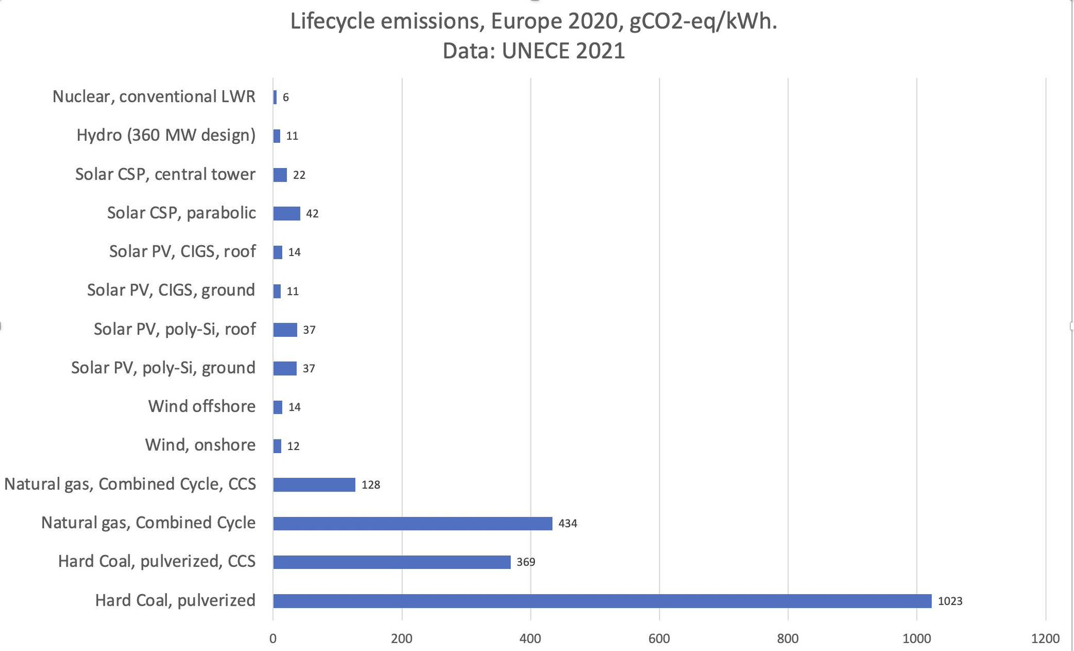
Емісія парникових газів за життєвий цикл різних джерел енергії (2020)

На частку вуглекислого газу (CO2) від викопного палива припадає близько 74% викидів парникових газів. На метан (CH4) від, викопного палива, тваринництва й органічних відходів припадає 18,9% від загальної кількості, на оксид азоту (N2O) від сільського господарства – 4,7%, а на фторовані гази (CFC, HFC та ін.) – 2,7%.
Головне завдання полягає в тому, щоб відмовитися від використання вугілля, нафти і газу, і замінити ці викопні види палива безпечними, для здоров'я людини та природи, джерелами енергії. Через різке падіння цін вітроенергетика і сонячна фотовольтаїка (PV) все більше конкурують з нафтою, газом і вугіллям, хоча вони вимагають накопичення енергії і протяжних електричних мереж. Пом'якшення або повернення назад зміни клімату також може бути досягнуто шляхом: заміни бензину і дизельного палива — електромобілями, біопаливними та водневими автомобілями, декарбонізації публічного транспорту та вантажоперевезень; декарбонізацією енергетики; підвищенням енергоефективності промисловості; лісовідновленням і залісненням («поглиначів вуглецю»); змін в сільськогосподарській практиці (наприклад — регенеративне або органічне господарство) і техніці; декарбонізацією будівельного сектора; розвитку циркулярної економіки та максимізації переробки відходів; розвитку і активного впровадження технологій уловлення вуглецю; відмови від фінансування викопного палива; демократичних реформ корпоративного управління; змін в законодавстві.
Майже всі країни є учасниками Рамкової конвенції Організації Об'єднаних Націй про зміну клімату (РКЗК ООН). Кінцевою метою РКЗК ООН є стабілізація атмосферних концентрацій ПГ на рівні, який запобіг би небезпечне втручання людини в кліматичну систему. У 2010 році сторони РКЗК ООН погодилися з тим, що майбутнє глобальне потепління має бути обмежене рівнем нижче 2 °C (3,6 °F) в порівнянні з доіндустріальним рівнем. З Паризької угоди 2015 року це було підтверджено.
У спеціальній доповіді про глобальне потепління на 1,5 °C Міжурядова група експертів зі зміни клімату підкреслила переваги збереження глобального потепління нижче цього рівня, запропонувавши глобальні колективні зусилля, які можуть бути спрямовані на досягнення Цілей сталого розвитку Організації Об'єднаних Націй на 2015 рік. Шляхи викидів без будь-якого або обмеженого перевищення зажадали б швидких і далекосяжних перетворень в енергетиці, землі, містах і інфраструктурі, включаючи транспорт і будівлі, а також промислові системи.
Нинішня траєкторія глобальних викидів парникових газів, мабуть, не узгоджується з обмеженням глобального потепління до рівня нижче 1,5 або 2 °C. Однак, в глобальному масштабі вигоди від збереження потепління нижче 2 °C перевищують витрати на подолання наслідків.

#### Енергія вітру

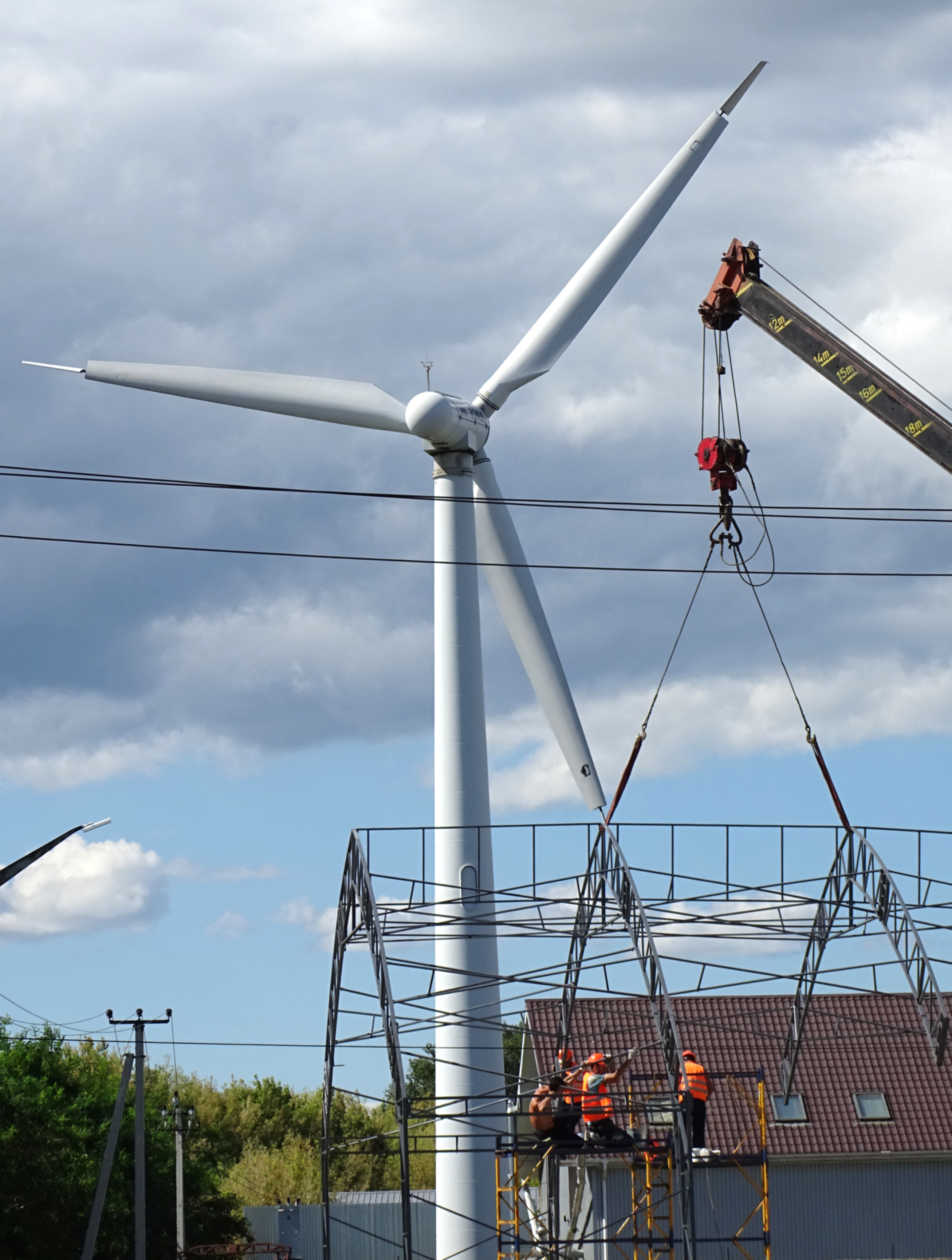
Встановлення вітрогенератора (вітряної турбіни), Бориспіль

## Концентрація і стабілізація парникових газів
РКЗК ООН спрямована на стабілізацію концентрацій парникових газів (ПГ) в атмосфері на такому рівні, при якому екосистеми можуть природним чином адаптуватися до зміни клімату, виробництво продовольства не перебуває під загрозою, а економічний розвиток може протікати стійким чином. В даний час людська діяльність додає CO2 в атмосферу швидше, ніж природні процеси можуть видалити його. Згідно з американським дослідженням 2011 року, стабілізація концентрації атмосферного CO2 вимагатиме скорочення антропогенних викидів CO2 на 80 % в порівнянні з піковим рівнем викидів.
МГЕЗК працює з концепцією фіксованого емісійного бюджету. Якщо викиди залишаться на поточному рівні 42 гігатонн CO2, вуглецевий бюджет для 1,5 °C може бути вичерпаний 2028 року. Підвищення температури до цього рівня відбудеться з деякою затримкою між 2030 і 2052 роками. Навіть якщо в майбутньому вдасться домогтися негативних викидів, 1,5 °C не повинно бути перевищено в жодному разі, щоб уникнути масової втрати екосистем на Землі.
Після того як 9 мільярдів людей залишать місце для викидів при виробництві продуктів харчування і для підтримки глобальної температури нижче 2 °C, викиди від виробництва енергії і транспорту повинні будуть майже відразу ж досягти піку в розвинених країнах і знижуватися приблизно на 10 % щороку, поки нульові викиди не будуть досягнуті приблизно в 2030 році.